# José Luis Martínez (baloncestista)
José Luis Martínez Gómez (Zaragoza, 19 de febrero de 1935 - La Palma, 10 de septiembre de 2017) fue un baloncestista español. Formaba un trío de hermanos jugadores junto al legendario Alfonso Martínez, que fue 146 veces internacional por España y de Miguel Ángel Martínez, que tuvo una carrera más modesta.  
Estaba casado con María Rosa Pérez, Miss España 1963. 

## Trayectoria
Nacido en Zaragoza, se trasladó con su familia a vivir a Barcelona cuando contaba con 11 años. A los 13 años se inició en el Colegio La Salle Bonanova. A los 14, invitado por Fernando Font, ingresó en la cantera del FC Barcelona, y siendo un extraordinario caso de precocidad, al año siguiente con solo 15 años ya forma parte del primer equipo culé, permaneciendo hasta 1955 en el Barcelona. 
Posteriormente fichó por el Aismalíbar Montcada, donde jugó un año; después fichó por el Real Madrid, junto con su hermano Alfonso, donde jugaron dos años antes de volver al FC Barcelona, donde estuvo otros dos años hasta que el presidente Enric Llaudet desmanteló la sección de baloncesto del Barcelona (conocido como Llaudetazo), al inicio de la temporada 1960-61. José Luis, acompañado con su hermano de nuevo, fichó por el Joventut de Badalona, equipo donde militó un año, después se retiró del alto nivel, y jugó en competiciones de menos exigencias como entrenador-jugador en el RCD Español, Vich y Caja de Pensiones.

## Internacionalidades
Fue internacional con España en 22 ocasiones. Participó en los siguientes eventos:
- Juegos Mediterráneos de 1955: 1 posición.
- Eurobasket 1959: 15 posición.